# 迈克尔·德雷顿
迈克尔·德雷顿（英語：Michael Drayton，1563年—1631年），文艺复兴时期欧洲英国诗人。其主要活动于伊丽莎白一世统治时期，他多才多艺，一生致力于创作十四行诗，田园诗和其他体裁的诗歌。

## 扩展阅读
- 本条目包含来自公有领域出版物的文本: Chisholm, Hugh (编). .  (第11版). London: Cambridge University Press. 1911.
- F. E. Halliday, A Shakespeare Companion 1564-1964, Baltimore, Penguin, 1964.